# مانسفيلد فريمان
مانسفيلد فريمان (بالإنجليزية: Mansfield Freeman)‏ هو شخصية أعمال أمريكي، ولد في 16 سبتمبر 1895 في والثام في الولايات المتحدة، وتوفي في 17 نوفمبر 1992 في غرينسبورو في الولايات المتحدة.